# 2. tisíciletí př. n. l.

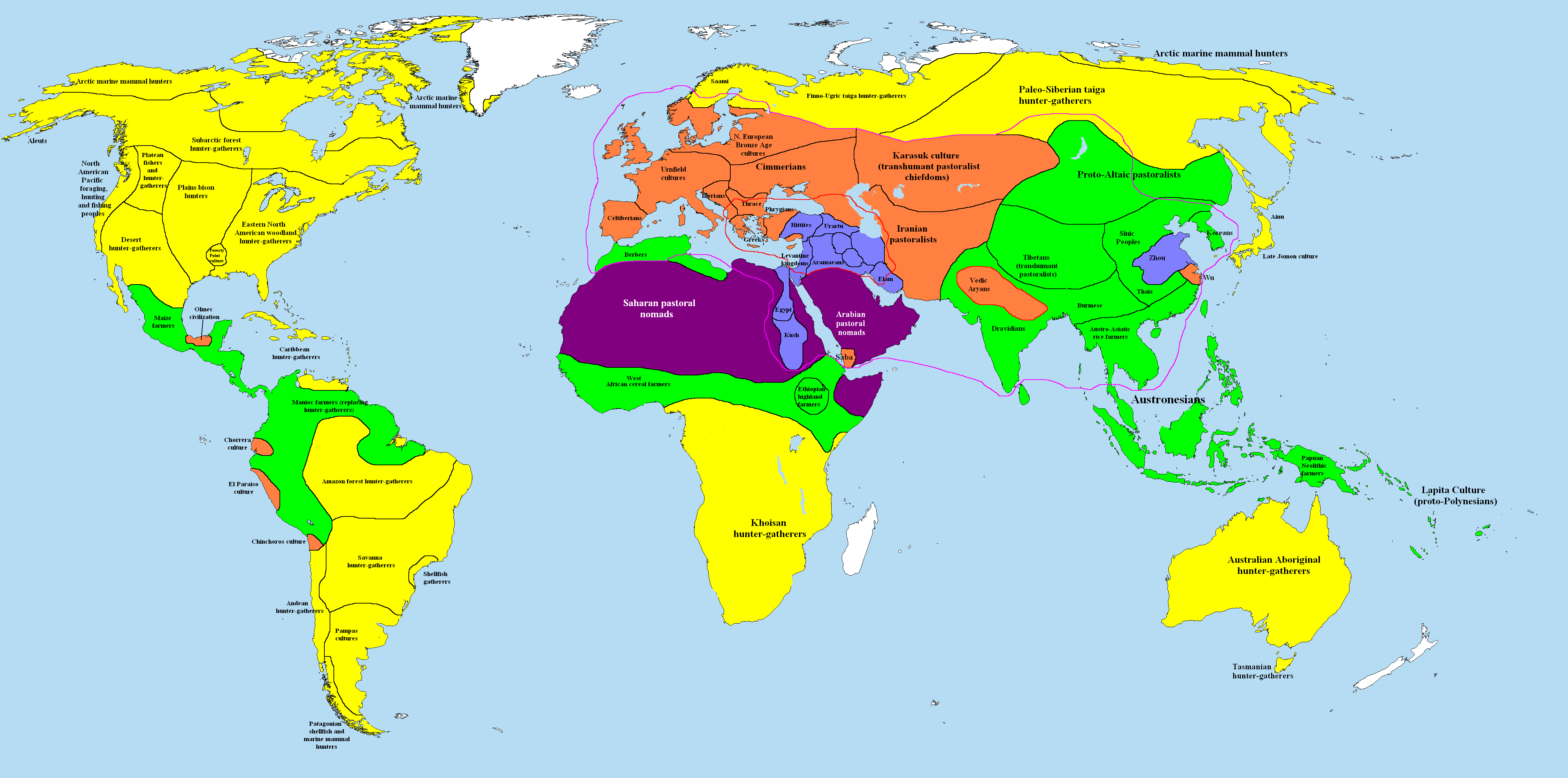
Mapa světa na konci 2. tisíciletí př. n. l. :
lovci a sběrači
nomádi
jednoduché zemědělské společnosti
složité zemědělské společnosti
státní útvary

2. tisíciletí př. n. l. představovalo chaotické období doprovázené četnými konflikty mezi jednotlivými státy. Po rozpadu Sumeru kolem roku 2000 př. n. l. začalo vleklé soupeření mezi Asyřany a Babylóňany. Jednou z mála vzkvétajících říší byla v první polovině tisíciletí Střední říše v Egyptě. Kolem roku 1400 př. n. l. skončila sláva mínojské civilizace na Krétě, kdy ji dobyli Mykéňané ze severu.

## Na území České republiky
Lidé zjistili možnosti využití měděné rudy a její kombinace s cínem. Vyrobili kujný a dostatečně pevný kov – bronz. To byl začátek doby bronzové. První polovina tisíciletí je charakterizována kulturou únětickou. Kolem roku 1500 př. n. l. na území Česka z jihozápadu (na rozdíl od běžných zvyklostí) dorazili lidé mohylových kultur, které se od roku 1200 př. n. l. prolínají s kulturou popelnicových polí, resp. knovízskou kulturou.
Tehdejší domy měly kůlovou konstrukci a sedlovou střechu nebo valbovou střechu. Prostor mezi kůly byl vyplněn proutím a opatřen hlinkovým nátěrem. Většina domů byla nadzemní s půdorysem obvykle 5 × 8 až 12 m. Zřídka byly částečně zahloubeny, ovšem s menšími rozměry (max. 4 × 5 m). Vznikaly zemědělské osady.[zdroj⁠?!]

## Svět

### Asie
- Vznik deskové hry go.